# 足立美術館

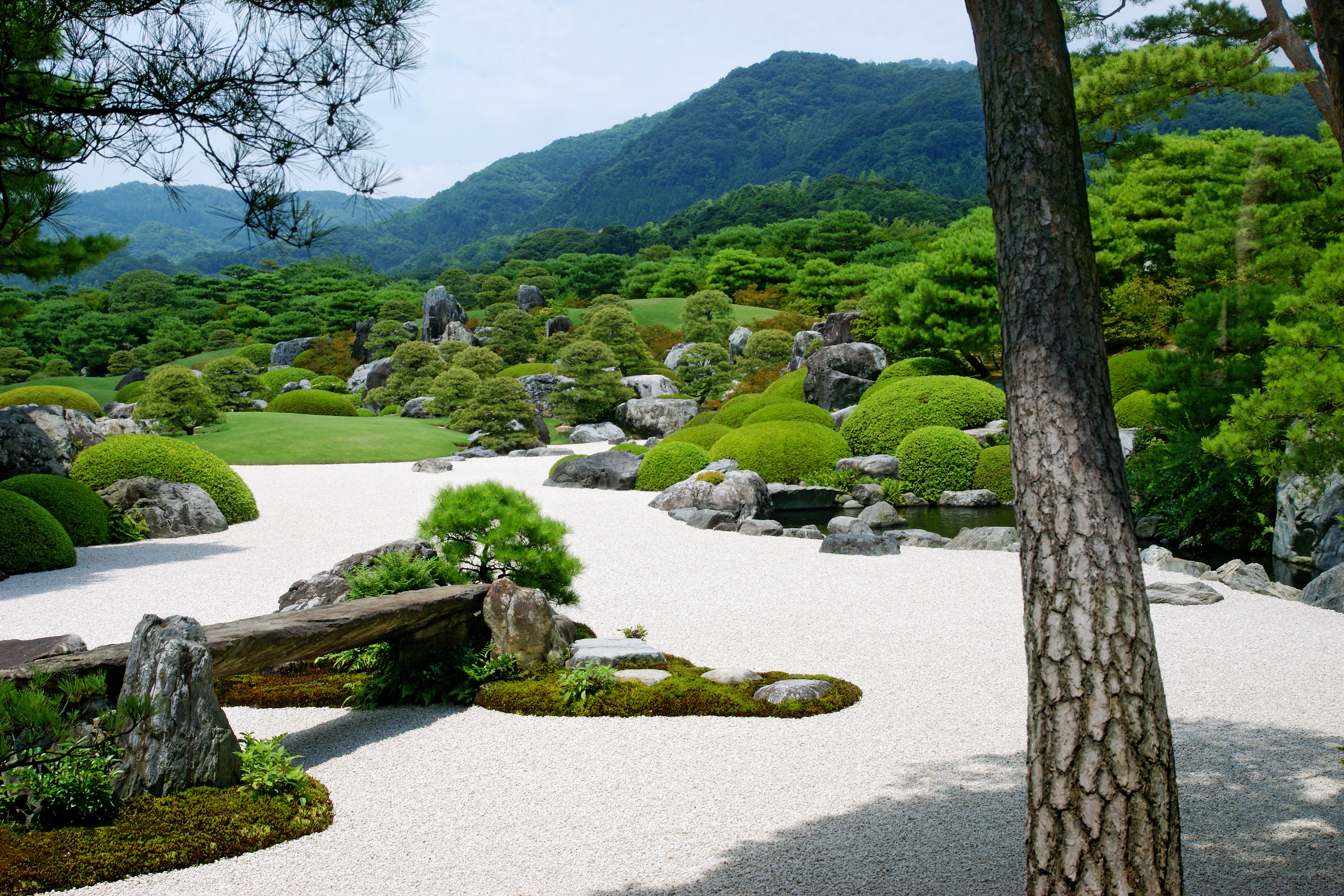
枯山水庭

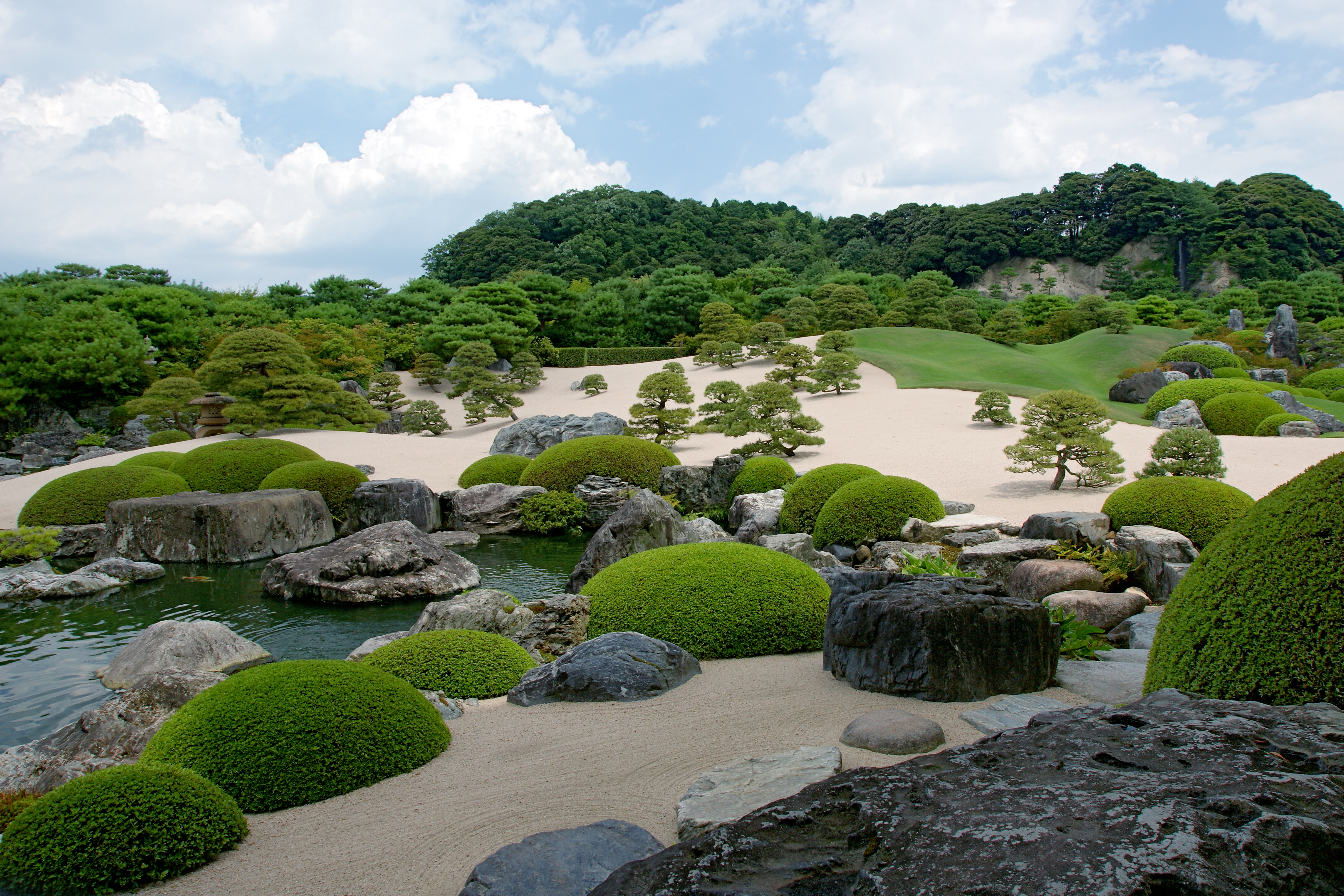
白砂青松庭

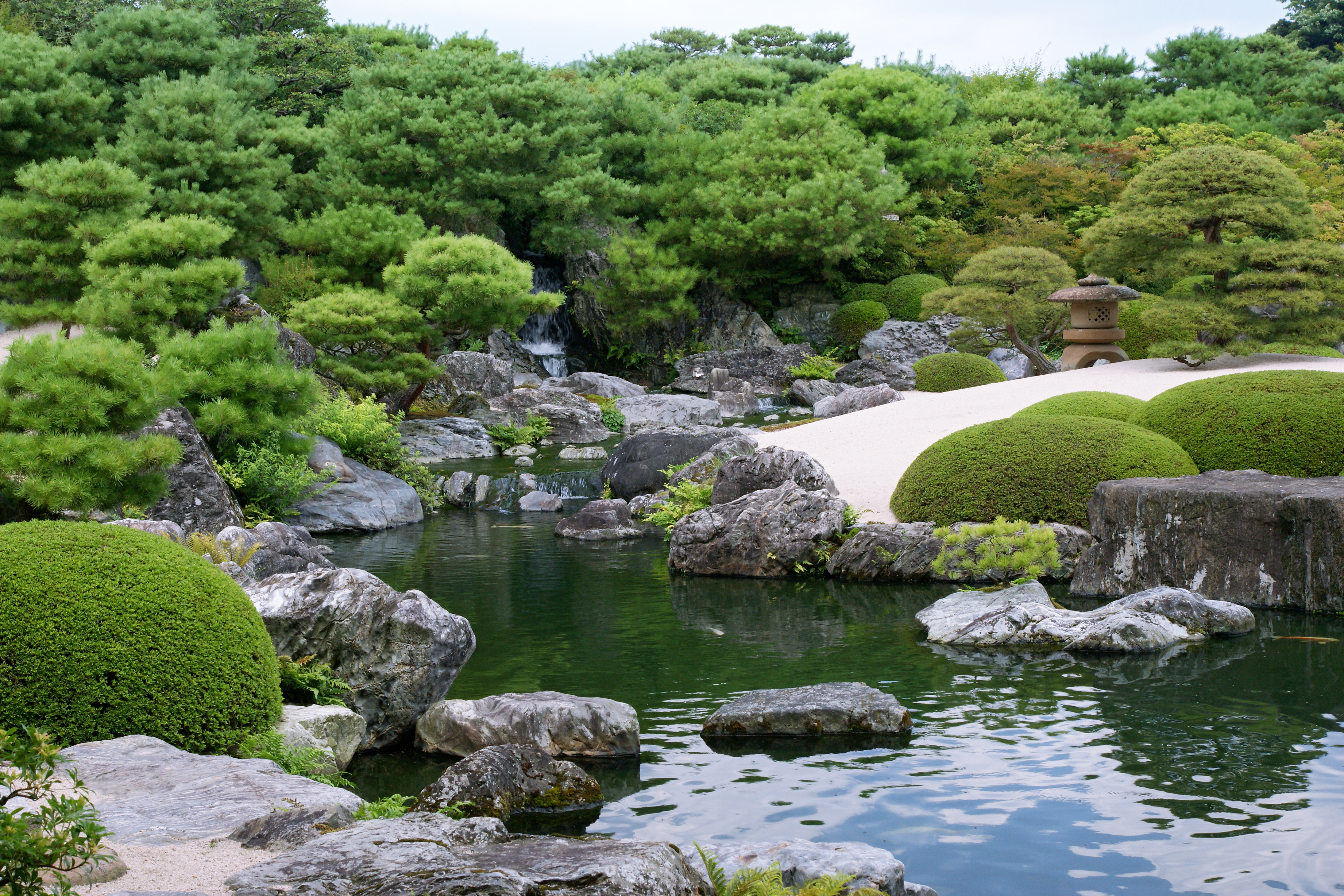
池庭

足立美術館（あだちびじゅつかん）は、島根県安来市にある、近現代の日本画を中心とした美術館。地元出身の実業家である足立全康（あだちぜんこう、1899年 - 1990年）が1970年（昭和45年）に開設した。約120点の横山大観作品を含め2000点程度を所蔵するほか、約4万3000平方メートルの日本庭園で知られる。

## 概要
足立全康が71歳の折に開館した。質・量ともに日本有数の横山大観の作品は総数120点にのぼり、足立コレクションの柱となっている。大観のほかにも、竹内栖鳳、橋本関雪、川合玉堂、上村松園ら近代日本画壇の巨匠たちの作品のほか、北大路魯山人の書や陶芸、林義雄、鈴木寿雄らの童画、平櫛田中の木彫なども所蔵している。
足立全康は裸一貫から事業を起こし、一代で大コレクションをつくりあげたが、その作品収集にかける情熱は並外れたもので、数々の逸話が残されている。なかでも大観の名作『紅葉』と『雨霽る』（あめはる）を含む北澤國男（東洋バルヴ創業者）の「北沢コレクション」を1979年（昭和54年）に入手した際の武勇談は有名である。
足立美術館のもう一つの特色は、その広大な日本庭園である。中根金作が設計し、苔庭は小島佐一も参画した。庭園は「枯山水庭」「白砂青松庭」「苔庭」「池庭」など、面積は5万坪に及ぶ。庭園越しに見える勝山（標高252メートル）などとその木々も含めて眺める借景という造園技法が採られており、背景を含めた面積は約16万5000メートルにも広がる。
アカマツ、クロマツ、モミジなど樹木53種約2000本が植えられている。庭石や松の木などは全康が自ら日本国内各地から捜してきたという。専属の庭師や美術館スタッフが、毎日手入れや清掃を行っていて「庭園もまた一幅の絵画である」という全康の言葉通り、絵画のように美しい庭園は国内はもとより海外でも評価が高い。
米国の日本庭園専門雑誌『ジャーナル・オブ・ジャパニーズ・ガーデニング』が行っている日本庭園ランキング（Shiosai Ranking）では、初回の2003年から「連続日本一」に選出されている。日本国内約1000箇所の名所・旧跡を対象にしたもので、「庭そのものの質の高さ」「建物との調和」「利用者への対応」などが総合的に判断されたもので、とくに細部まで行き届いた維持管理が評価されている。
同館の日本庭園は、フランスの旅行ガイド『ミシュラン・グリーンガイド・ジャポン』や『Guide Bleu Japon』にて、それぞれ三つ星（最高評価）として掲載されている。

## 主な収蔵品
- 横山大観『無我』（1897年）
- 横山大観『紅葉』（1931年）
- 横山大観『雨霽る』（あめはる）（1940年）
- 竹内栖鳳『潮沙和暖』（1934年）
- 富岡鉄斎『阿倍仲麻呂在唐詠和歌図』（1918年）
- 速水御舟『新緑』（1915年）
- 村上華岳『観世音菩薩 巌上拈花之像』（1935年）
- 上村松園『待月』（1944年）
- 橋本関雪『夏夕』（1941年）
- 川端龍子『愛染』（1934年）
- 北大路魯山人『金らむ手津本（金襴手壷）』（1940年頃）

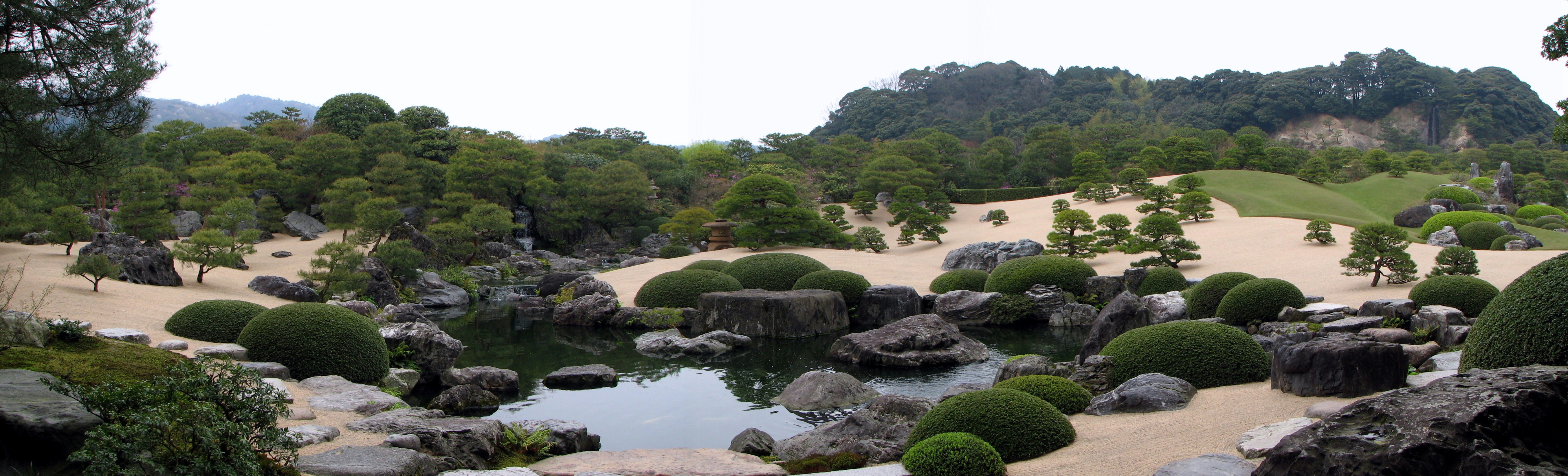
日本庭園の眺め

- 大橋翠石『虎』（1899年頃）

## 関連出版
- 足立全康『庭園日本一 足立美術館をつくった男』日本経済新聞出版社、2007年
- 『足立美術館 四季の庭園美と近代日本画コレクション』河出書房新社、2014年。各・監修
- 『横山大観の全貌 足立美術館コレクション選』平凡社 コロナ・ブックス、2020年

## 足立美術館賞
院展の作品から優秀かつ足立美術館にふさわしい作品を1点選考するもので、選ばれた作品は足立美術館が買い上げる。1995年（平成7年）に院展において創設され、2005年（平成17年）からは春の院展にも同賞が設けられている。
- 主な受賞者
  - 西田俊英（1995年、2006年、2014年春）
  - 岸野香（1997年、2020年）

## 交通アクセス
- 安来駅から無料シャトルバス
- 安来駅から安来市広域生活バス（イエローバス）の鷺の湯温泉・足立美術館前で下車2分。
- 安来インターチェンジから約8km
  - 無料駐車場：バス30台、普通車400台

## テレビ番組
- そ～だったのかンパニー 世界が認めた庭園を持つ島根県の美術館カンパニーが登場！（2014年9月21日、テレビ新広島・岡山放送・山陰中央テレビ）[7][8]
- みつけよう、美 「平山郁夫が横山大観を語る（島根・足立美術館）」（2015年6月10日、NHK Eテレ）[9]
- 所さんのニッポンの出番! いま、世界が喰いつく！ニッポンの美術館ツアー！（2016年2月9日、TBSテレビ）※創設者・足立全康が長年にわたって蒐集した横山大観コレクションや米誌ランキングで「13年連続日本一」に選ばれた日本庭園などを中心に紹介[10][11]
- 世界!ニッポン行きたい人応援団
  - 日本庭園に興味を持つポーランド人男性をニッポンへご招待（2016年8月4日、テレビ東京）※足立美術館の庭師から日本庭園の維持管理について学ぶ[12]
  - 予習復習SP（2019年7月6日、テレビ東京）[13]
  - ニッポン文化に魅了された外国人SP（2021年6月7日、テレビ東京）[14]
  - “そば＆日本庭園”を愛する外国人（2023年1月16日、テレビ東京）※“日本庭園”を造るポーランドの庭師が20年連続1位の“足立美術館”で7人の「神管理」庭師に弟子入り！[15][16]
- cool japan 日本の美術館の何にひきつけられているのか、外国人と徹底討論（2017年5月28日、NHK BS1）[17]
- ひるブラ 日本一の庭園へようこそ！～島根 安来市・足立美術館～（2017年11月28日、NHK）[18]
- ごごナマ 島根・足立美術館 世界一の庭の四季（2018年6月7日、NHK）[19]
- 所さんの目がテン! 庭園の科学（2019年6月30日、日本テレビ）[20]
- フランス人がときめいた日本の美術館 第42回「日本美 もっと深く『足立美術館』」（2019年8月9日/BS11 2019年8月15日/TOKYO MX）[21]
- 新美の巨人たち 「横山大観『紅葉』 島根・足立美術館」（2019年10月5日、テレビ東京）[22]
- ニッポンぶらり鉄道旅“島根の百年モノ”を探して ＪＲ山陰本線（2020年3月5日、NHK BSプレミアム）※足立美術館:アメリカの日本庭園専門誌で日本一に選ばれています。その美しさの秘密を探る。[23]
- 新ふるさと百景 庭造りの舞台裏を2回にわたって紹介（2020年9月6日・10月4日、日本海テレビ）[24]
- ニッポン印象派「美の庭の朝」（2021年11月15日、NHK総合）[25]
- サラメシ「庭師のおにぎり」（2024年1月18日、NHK総合）[26]
- 庭は一幅の絵画である 足立美術館 世界一の庭の四季（2022年6月14日、NHK BS8K）[27]
- NHKスペシャル「驚異の庭園 ～美を追い求める 庭師たちの四季～」（2024年2月11日、NHK総合）[28]
- 今夜はナゾトレ「世界が感動！日本の伝統美スペシャル」（2024年9月10日、フジテレビ）[29][30]
- ザ・バックヤード 知の迷宮の裏側探訪（2024年11月27日、NHK Eテレ）[31]